# Prorasea praeia
Prorasea praeia là một loài bướm đêm trong họ Crambidae.